# 迪斯特里克特海茨 (馬里蘭州)
迪斯特里克特海茨（英語：District Heights）是一個位於美國馬里蘭州佐治王子縣的城市。

## 人口
根據2020年美國人口普查的數據，迪斯特里克特海茨的面積為2.24平方千米，當中陸地面積為2.24平方千米，而水域面積為0.00平方千米。當地共有人口5959人，而人口密度為每平方千米2,660人。